# أنجيلا بينتون
أنجيلا بينتون (بالإنجليزية: Angela Benton) هي رائدة أعمال أمريكية، ولدت في 22 مايو 1981 في شيكاغو في الولايات المتحدة.

## وصلات خارجية
- الموقع الرسمي